# Montse Guallar i Caballé
Montse Guallar i Caballé   (el Clot, 1960) és una actriu catalana.
És molt popular a Catalunya, gràcies a la nombroses obres de teatre que ha interpretat i, especialment, a les seves aparicions televisives, a telesèries de TV3 com Secrets de Família o El cor de la ciutat. També ha estat la presentadora de diversos concursos televisius a la televisió catalana, com Amor a primera vista.
Va estudiar interpretació a l'Institut del Teatre de Barcelona, mim i pantomima amb Pawel Rouba, i "Commedia dell'Arte" a Venècia amb Carlo Boso.

## Teatre
- 2008-2009- El llibertí d'Erik Emmanuel Schmitt. Dir. Joan Lluís Bozzo. Teatre Poliorama.
- 2006- Misterioso Asesinato en Manhattan de Woody Allen. Dir. Elisenda Roca. Teatre Tívoli.
- 2004- Mathilde de Véronique Olmi. Dir. Jordi Mesalles. Teatre Lliure.
- 2002- 2003-Después del ensayo, d'Ingmar Bergman. Dir. Jordi Mesalles. Teatre Lliure.
- 1999- Això guixa, sobre textos de Joan Oliver/Pere Quart. Dir. Pere Planella. Gira any 2000.
- 1996- El temps i l'habitació, de Botho Strauss. Dir. Lluís Homar. Teatre Lliure/CDG.
- 1995- Arsènic i puntes de coixí, de J. Kesselring. Dir: Anna Lizaran. Teatre Lliure.
- 1996- Cartas de amor, d'A. R. Gurney. Dir. Josep Costa (Gira)
- 1994- La gateta i el mussol, de Bill Manhoff. Dir.: Ricard Reguant.
- 1992- El Parc, de Botho Strauss. Dir: Carme Portacelli. Teatre Lliure
- 1991- Història del soldat, d'Ígor Stravinski. Dir: Lluís Homar. Teatre Lliure.
- 1991- Sueño de una noche de verano de W. Shakespeare. Dir. Calixto Bieito.
- 1990- Un dels últims vespres de carnaval, de C. Goldoni. Dir: Lluís Pasqual. Teatre Lliure
- 1989- Ai carai, de J.M. Benet i Jornet. Dir: Rosa Maria Sardà. Teatre Lliure
- 1988- Taxi, al Rialto, musical de Kado Kostzer. Dir. A. Díaz Zamora. Teatre Rialto (València)
- 1987- El manuscrit d'Ali Bei, de J.M. Benet i Jornet. Dir: J. Montanyès. Teatre Lliure.
- 1986- El tango de Don Joan, de Quim Monzó / Jerôme Savary.
- 1985- Pel davant i pel darrera (Noises off) de M. Fryn. Dir.: A. Herold
- 1984- L'assedio della serenissima Amb el T.A.G. Teatro di Venezia. Dir. Carlo Boso.
- 1983- Il falso magnifico Amb el T.A.G. Teatro di Venezia. Dir. Carlo Boso.
- 1981- Nit de Sant Joan de Dagoll Dagom.
- 1980- Antaviana de Dagoll Dagom.
- 1979- El despertar de la primavera, de F. Wedekind. Dir. Jordi Mesalles.

## Cinema
- 1999- El corazón del guerrero, de Daniel Monzón. Tornasol Films.
- 1997- Gràcies per la propina, de Francesc Bellmunt (col·laboració).
- 1995- Palace, de Tricicle (col·laboració).
- 1993- Mal de amores, de Carles Balagué.
- 1991- La febre d'or, de Gonzalo Herralde.
- 1990- La teranyina, d'Antoni Verdaguer.

## Sèries de televisió
- 2018- Si no t'hagués conegut (TV3) Personatge: Maria (mare de l'Eduard)
- 2015/2016- la Riera (TV3) Personatge: Maria Monclús
- 2009/2011- Infidels (TV3). Personatge: Lídia Carbó
- 2008- El Comisario (Telecinco) (col·laboració).
- 2007- La bella Otero tv movie de Jordi Frades (col·laboració).
- 2005- Rétrouver Sara tv movie de Claude D'Anna (V.O. en francès)
- 2000/2009- El cor de la ciutat (TV3). Dir. Esteve Rovira.
- 2001- Hospital Central Col·laboració. Sèrie de Videomedia per a Telecinco.
- 2000- Compañeros Sèrie de Globomedia per a Antena 3 TV.
- 1999- Petra Delicado (Telecinco). Col·laboració en un capítol d'aquesta sèrie de Lola Films. Dir: Julio Sánchez Valdés.
- 1999- Nissaga, l'herència (TV3) (col·laboració). Dir. Sílvia Quer.
- 1999- La memòria dels cargols de Dagoll Dagom (TV3).
- 1998- Laura (TV3) (col·laboració).
- 1997- Todos los hombres sois iguales, Sèrie de Boca a Boca per a Telecinco.
- 1996- Hospital sèrie de Gestmusic per a Antena 3 TV.
- 1996- Un crim. Episodi de Cròniques de la veritat oculta, sèrie de FDG per a TV3. Dir: E. Mallarach.
- 1996- Loco de atar Sèrie d'Ovideo TV per a TVE.
- 1995- Secrets de família (TV3).
- 1990- Sóc com sóc (TV3) Dir. Esteve Duran
- 1989- La Granja (TV3) de Jaume Cabré. Emès dins del programa La vida en un xip i posteriorment com a sèrie independent.
- 1987- Tres estrelles. TV3. Dir. Tricicle

## Programes de televisió
- Amor a primera vista, TV3.
- Lluna de mel, TV3.
- Mira, mira, TV3.[1]